# Liste der Naturdenkmale in Lambrecht (Pfalz)
Die Liste der Naturdenkmale in Lambrecht (Pfalz) nennt die im Gemeindegebiet von Lambrecht (Pfalz) ausgewiesenen Naturdenkmale (Stand 4. März 2024).

## Naturdenkmale
| Nr.         | Bezeichnung                     | Lage                                                    | Beschreibung                                        | Bild                                    |
| ----------- | ------------------------------- | ------------------------------------------------------- | --------------------------------------------------- | --------------------------------------- |
| ND-7332-176 | Teufelsfelsen                   | nördlich der Stadt; Abteilung Dürrental Lage            | Felspartie                                          | Direkt Bild zu diesem Denkmal hochladen |
| ND-7332-177 | Ochsenkopf                      | westlich der Stadt; Abteilung Schorlenberg Lage         | Felspartie                                          | Direkt Bild zu diesem Denkmal hochladen |
| ND-7332-178 | Dicker Stein                    | südwestlich der Stadt; Abteilung Hoher Kopf Lage        | Felspartie, als Sockel eines Aussichtsturms genutzt | Fotos hochladen                         |
| ND-7332-179 | Schwarzer Felsen                | südöstlich von Iptestal; Abteilung Iptestaler Hang Lage | Felsen                                              | Direkt Bild zu diesem Denkmal hochladen |
| ND-7332-224 | Alte Eiche und Linde am Brunnen | Marktstraße, vor der Klosterkirche Lage                 | Quercus sp. und Tilia sp., je ein Baum              | Fotos hochladen                         |